# Liste der Monuments historiques in Isle-sur-Marne
Die Liste der Monuments historiques in Isle-sur-Marne führt die Monuments historiques in der französischen Gemeinde Isle-sur-Marne auf.

## Liste der Immobilien
| Bezeichnung              | Beschreibung                                                 | Standort                 | Kennzeichnung | Schutzstatus | Datum | Bild           |
| ------------------------ | ------------------------------------------------------------ | ------------------------ | ------------- | ------------ | ----- | -------------- |
| Château d’Isle-sur-Marne | aus dem 18. Jahrhundert; mit Taubenturm und Teilen des Parks | östlich des Ortes (Lage) | PA00078723    | Inscrit      | 1984  | weitere Bilder |

## Liste der Objekte
| Bezeichnung                            | Beschreibung           | Standort              | Kennzeichnung | Schutzstatus     | Datum     | Bild |
| -------------------------------------- | ---------------------- | --------------------- | ------------- | ---------------- | --------- | ---- |
| Vier Skulpturen: Die vier Jahreszeiten | Stein, 18. Jahrhundert | im Schlosspark (Lage) | PM51003182    | Inscrit gelöscht | 1982 1984 |      |